# Knuthenborg
Knuthenborg är ett slott i Danmark. Det ligger i Lolland Kommune och Region Själland, i den sydöstra delen av landet, 120 km sydväst om Köpenhamn.
Slottet Knuthenborg är känt som sätesgård för den grevliga ätten Knuth. Ätten har besuttit gården åtminstone sedan 1700-talet och en bit in på 1900-talet. Numera är området omvandlat till safaripark – se Knuthenborg Safaripark.
Närmaste större samhälle är Maribo, 5,1 km söder om Knuthenborg. Trakten runt Knuthenborg består till största delen av jordbruksmark.